# Merremia umbellata
Merremia umbellata är en vindeväxtart som först beskrevs av Carl von Linné, och fick sitt nu gällande namn av Hallier f. Merremia umbellata ingår i släktet Merremia och familjen vindeväxter.

## Underarter
Arten delas in i följande underarter:
- M. u. macra
- M. u. orientalis
- M. u. rotundifolia

## Bildgalleri

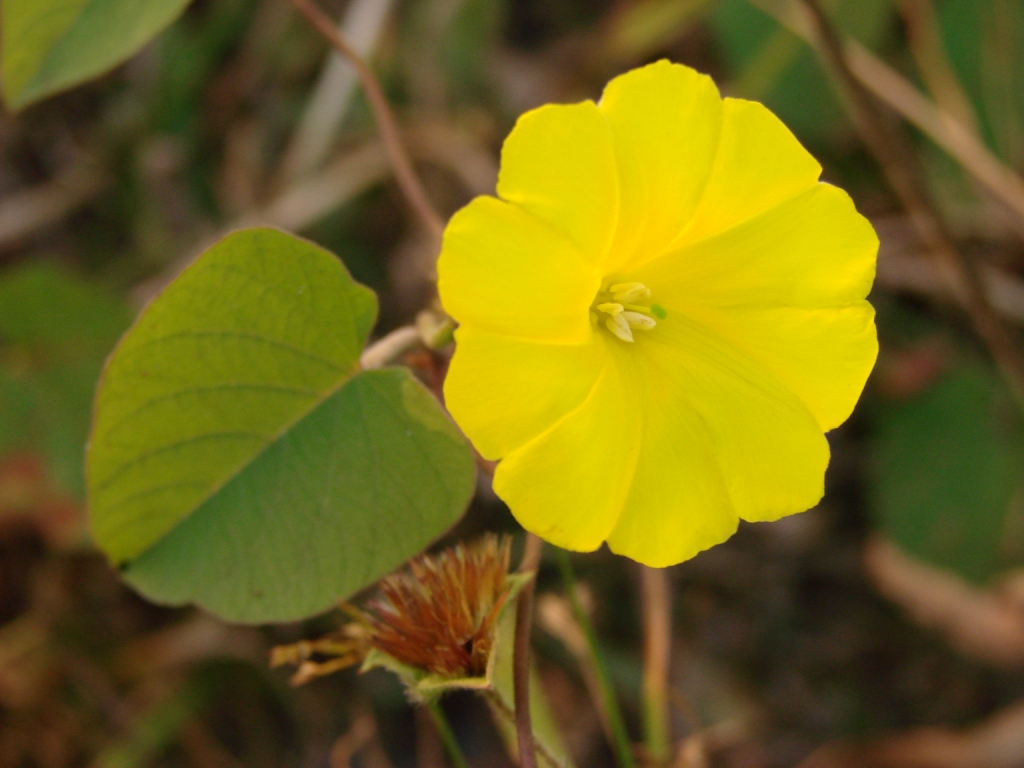
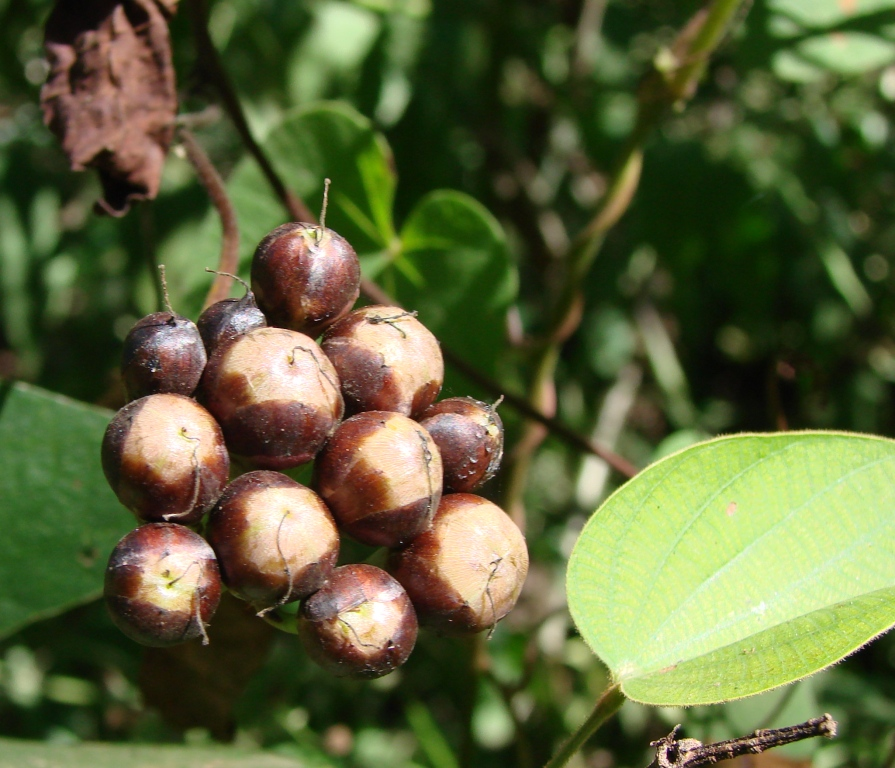
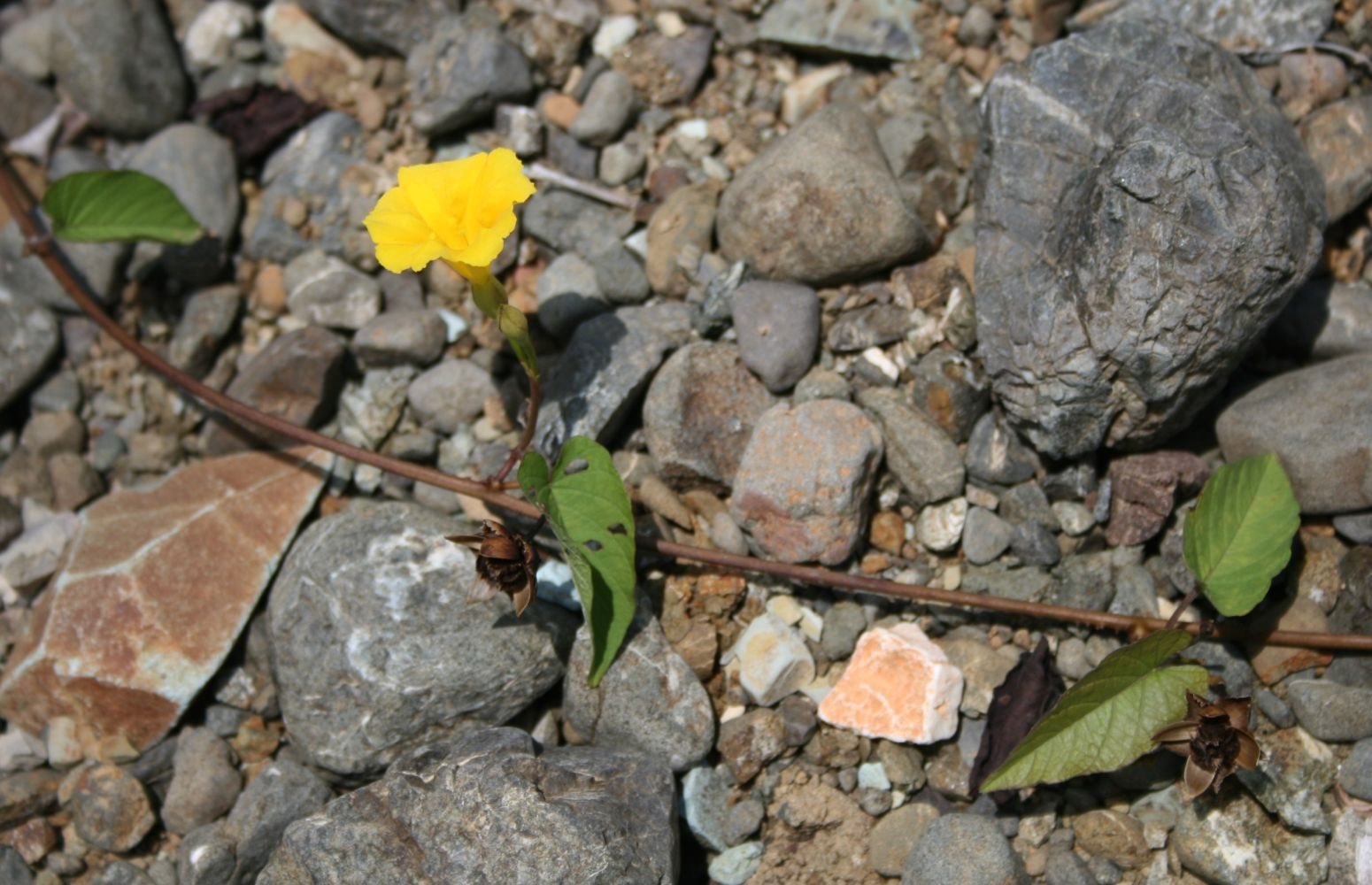
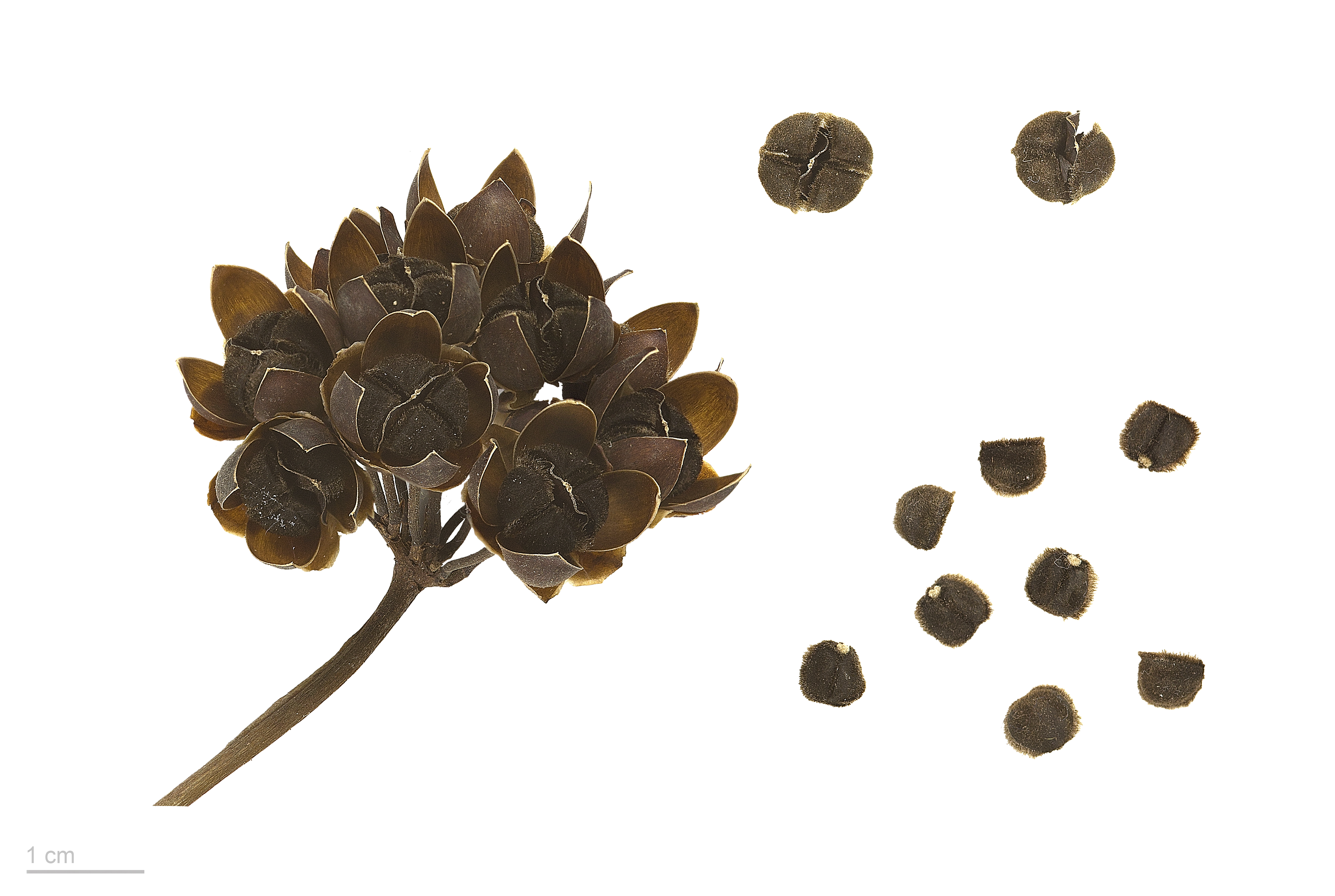
Merremia umbellata ssp umbellata - Museum specimen